# 아나톨리 리시친

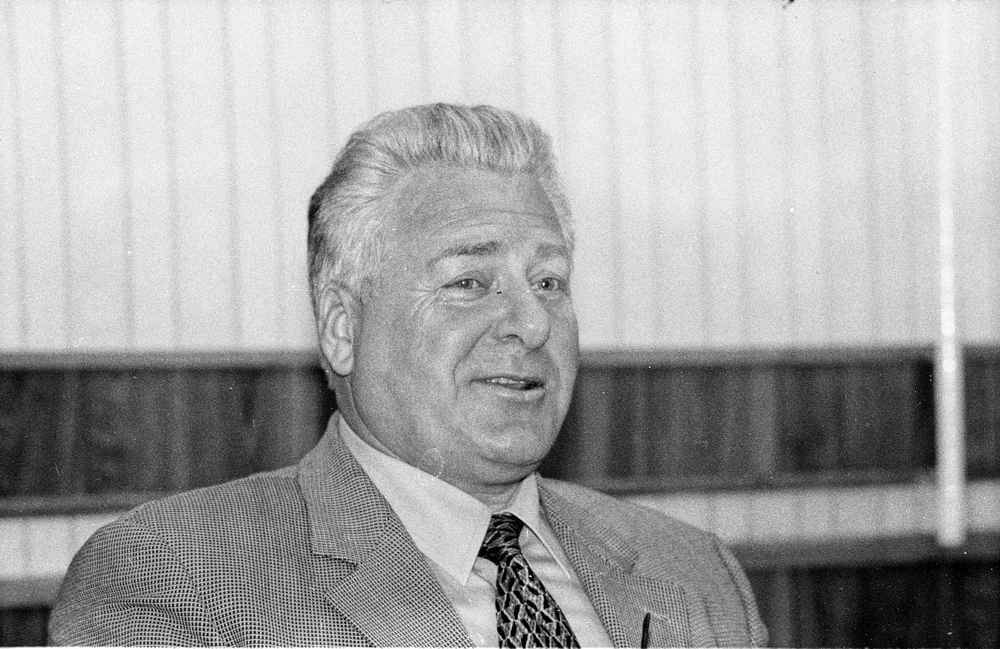

아나톨리 이바노비치 리시친(러시아어: Анатолий Иванович Лисицын, 1947년 6월 26일~ )은 러시아 야로슬라블 주의 주지사이다. 1977년에 기술자 자격증을 땄다. 1990년 소비에트 연방 리빈스크의 시장이 되었고 1991년 소비에트 연방 야로슬라블 주의 주지사가 되었다.